# Kottmar
Kottmar este o comună din landul Saxonia, Germania. Se află la o altitudine de 442 m deasupra nivelului mării. Are o suprafață de 47,34 km². Populația este de 7.051 locuitori, determinată în 31 decembrie 2023, prin actualizare statistică[*]. Comuna a fost înființată pe 1 ianuarie 2013 prin fuziunea comunelor Obercunnersdorf, Niedercunnersdorf și Eibau.